# Ivan Mirosjnitjenko
Ivan Nikolajevitj Mirosjnitjenko, ryska: Иван Николаевич Мирошниченко, född 4 februari 2004, är en rysk professionell ishockeyforward som är kontrakterad till Washington Capitals i National Hockey League (NHL) och spelar för Hershey Bears i American Hockey League (AHL).
Han har tidigare spelat för Avangard Omsk i Kontinental Hockey League (KHL); Omskie Krylja i Vyssjaja chokkejnaja liga (VHL) samt Omskie Jastreby i Molodjozjnaja chokkejnaja liga (MHL).
Mirosjnitjenko draftades av Washington Capitals i första rundan i 2022 års draft som 20:e spelare totalt.

## Statistik
| 2020–2021  | Omskie Jastreby     | MHL        | 20 | 5  | 10 | 15 | 2  | —  | — | — | — | — |
| 2021–2022  | Omskie Krylja       | VHL        | 31 | 10 | 6  | 16 | 6  | —  | — | — | — | — |
|            | Omskie Jastreby     | MHL        | 1  | 0  | 0  | 0  | 2  | —  | — | — | — | — |
| 2022–2023  | Avangard Omsk       | KHL        | 23 | 3  | 1  | 4  | 0  | —  | — | — | — | — |
|            | Omskie Krylja       | VHL        | 4  | 0  | 3  | 3  | 2  | —  | — | — | — | — |
|            | Omskie Jastreby     | MHL        | 12 | 10 | 4  | 14 | 27 | 16 | 2 | 5 | 7 | 4 |
| 2023–2024  | Washington Capitals | NHL        | 1  | 0  | 0  | 0  | 0  | —  | — | — | — | — |
|            | Hershey Bears       | AHL        | 27 | 8  | 7  | 15 | 9  | —  | — | — | — | — |
| NHL totalt | NHL totalt          | NHL totalt | 1  | 0  | 0  | 0  | 0  | —  | — | — | — | — |
| VHL totalt | VHL totalt          | VHL totalt | 35 | 10 | 9  | 19 | 8  | —  | — | — | — | — |
| MHL totalt | MHL totalt          | MHL totalt | 33 | 15 | 14 | 29 | 31 | 16 | 2 | 5 | 7 | 4 |

### Internationellt
| Källa: Uppdaterad: 2023-12-21 | Källa: Uppdaterad: 2023-12-21 | Källa: Uppdaterad: 2023-12-21 |         | Utv = Utvisningsminuter | Utv = Utvisningsminuter | Utv = Utvisningsminuter | Utv = Utvisningsminuter | Utv = Utvisningsminuter |
| År                            | Lag                           | Mästerskap                    | Matcher | Mål                     | Assists                 | Poäng                   | Utv                     |                         |
| ----------------------------- | ----------------------------- | ----------------------------- | ------- | ----------------------- | ----------------------- | ----------------------- | ----------------------- | ----------------------- |
| 2019                          | Ryssland                      | EYOWF                         | 4       | 6                       | 6                       | 12                      | 2                       |                         |
| 2021                          | Ryssland                      | U18-VM                        | 7       | 6                       | 2                       | 8                       | 4                       |                         |
| 2021                          | Ryssland                      | Hlinka Gretzky                | 5       | 4                       | 5                       | 9                       | 0                       |                         |
| Junior totalt                 | Junior totalt                 | Junior totalt                 | 16      | 16                      | 13                      | 29                      | 6                       |                         |